# سنگر، ولایت غزنی
سنگر (به لاتین: Sangar) یک منطقهٔ مسکونی در افغانستان است که در اجرستان ولایت غزنی واقع شده‌است.